# 구산중학교 축구부
구산중학교 축구부는 서울특별시에 위치한 구산중학교의 축구부이다. 구산중학교가 운영하는 축구부로 1996년에 창단  하였다.

## 같이 보기
- 구산중학교